# Kopalnia

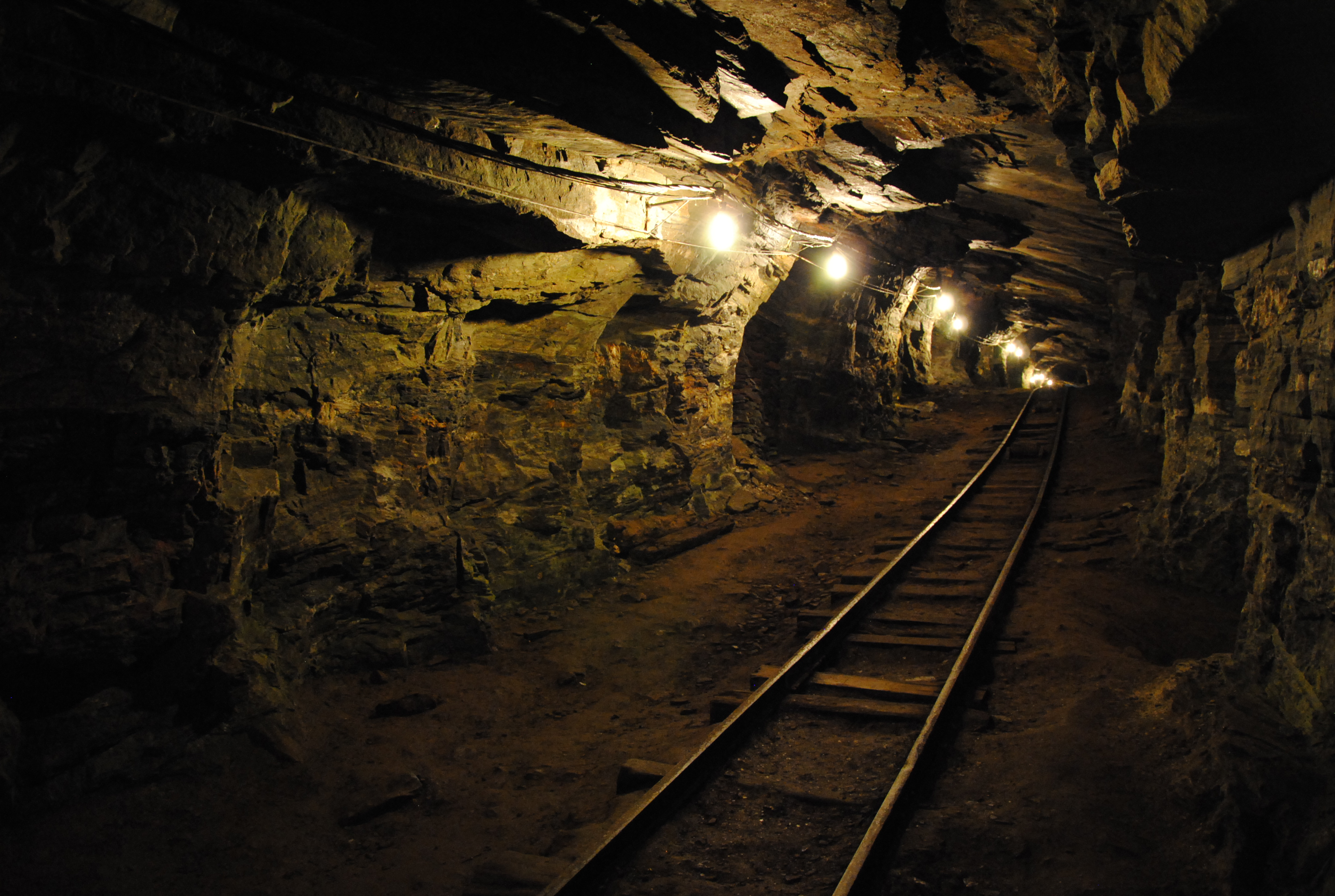
Chodnik kopalni Mina da Passagem w Brazylii

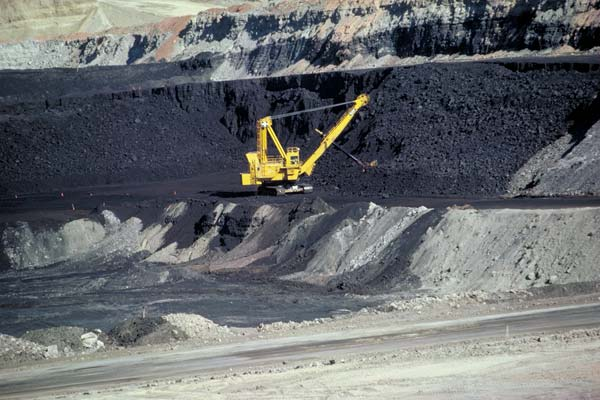
Kopalnia odkrywkowa węgla kamiennego w Wyoming

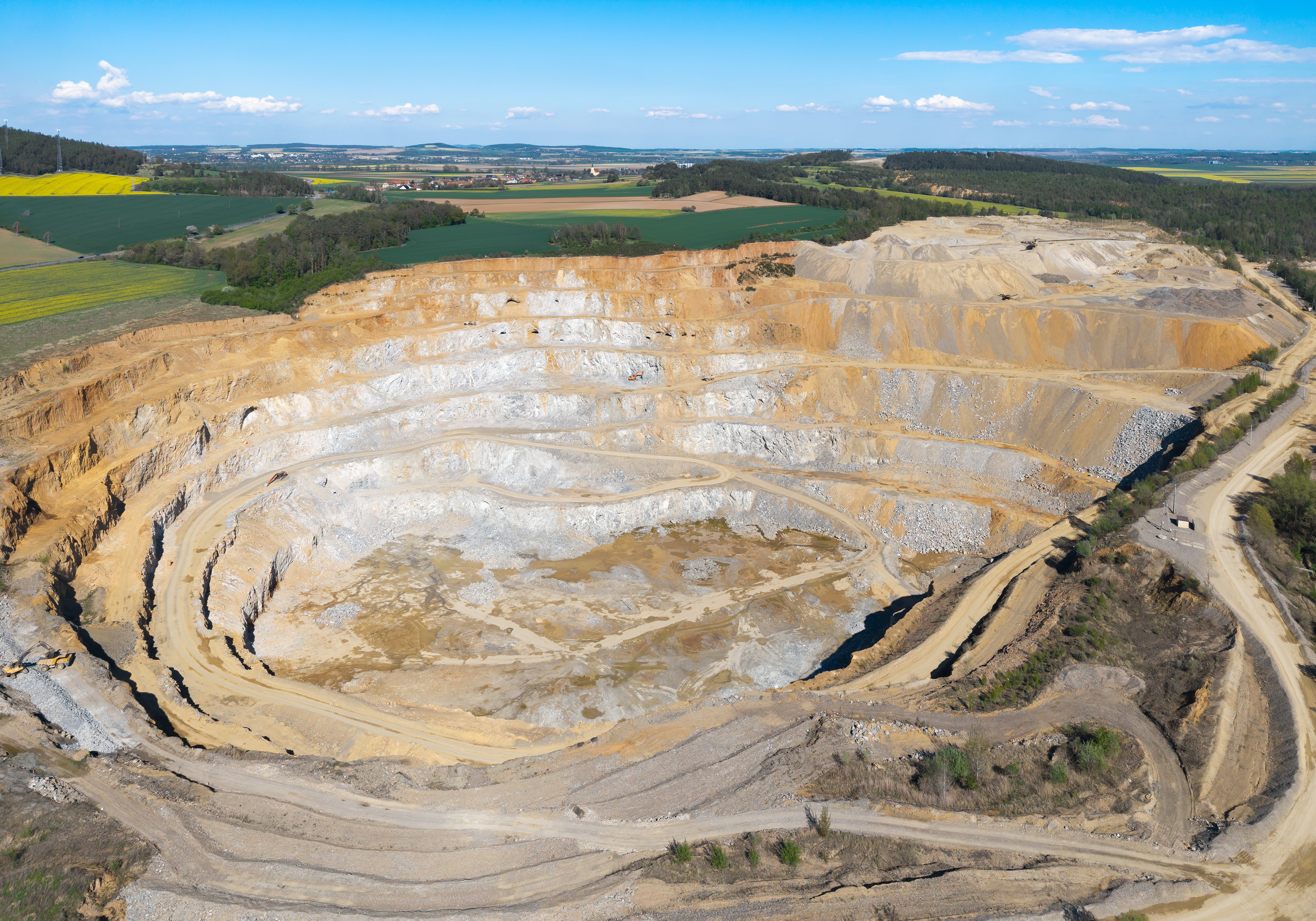
Kopalnia magnezytu w Grochowej

Kopalnia – zakład górniczy zajmujący się wydobyciem (eksploatacją) z ziemi kopalin użytecznych.
Ze względu na sposób wydobycia kopalnie dzieli się na:
- odkrywkowe – naziemne
- głębinowe – podziemne
- otworowe.

Ze względu na rodzaj wydobywanej kopaliny:
- kopalnia węgla kamiennego (KWK)
- kopalnia rud metali
- kopalnia soli
- kopalnia złota
- kopalnia naturalnych kamieni szlachetnych, półszlachetnych lub ozdobnych
- kopalnia ropy naftowej i gazu ziemnego
- kopalnia surowców skalnych (np. piasek, żwir, glina, bazalt, pumeks, azbest, granit, marmur, gips, alabaster, porfir, talk)
- kopalnia siarki
- kopalnia borowiny (np. Kołobrzeg).

## Części kopalni głębinowej
Nadziemne:
- cechownia
- sortownia
- lampownia
- markownia
- łaźnia
- nadszybie
- wieża szybowa

Podziemne:
- szyb
- chodnik
- przodek
- ściana